# Allegan County
Allegan County je okres na jihozápadě státu Michigan v USA. K roku 2010 zde žilo 111 408 obyvatel. Správním městem okresu je Allegan. Celková rozloha okresu činí 4 748 km².

## Sousední okresy
| Růžice kompasu | Racine County (WI)  | Ottawa County    | Kent County      | Růžice kompasu |
| Růžice kompasu | Kenosha County (WI) | Sever            | Barry County     | Růžice kompasu |
| Růžice kompasu | Kenosha County (WI) | Allegan County   | Barry County     | Růžice kompasu |
| Růžice kompasu | Kenosha County (WI) | Jih              | Barry County     | Růžice kompasu |
| Růžice kompasu | Lake County (IL)    | Van Buren County | Kalamazoo County | Růžice kompasu |